# Crematogaster popohana
Crematogaster popohana är en myrart som beskrevs av Auguste-Henri Forel 1912. Crematogaster popohana ingår i släktet Crematogaster och familjen myror.

## Underarter
Arten delas in i följande underarter:
- C. p. amia
- C. p. popohana